# 类思历史博物馆

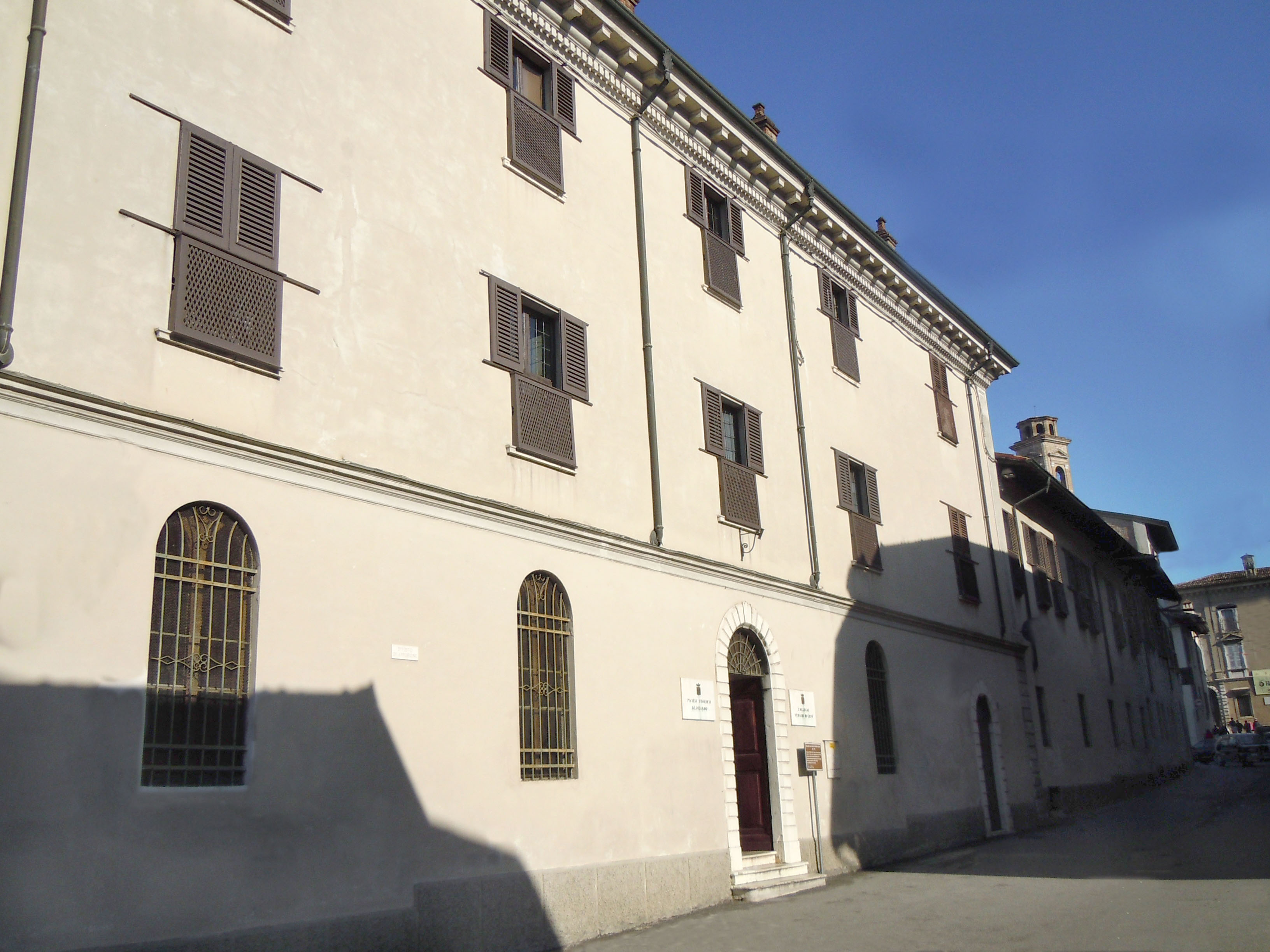

类思历史博物馆（義大利語：Museo storico aloisiano）成立于1969年，位于意大利伦巴第大区曼托瓦省斯蒂维耶雷堡历史中心的耶稣贞女（Vergini di Gesù）学院建筑内， 馆内藏有很多关于圣类思·公撒格生平的材料，还有一系列贡扎加家族主要代表人物的画作。